# Anthurium yatacuense
Anthurium yatacuense är en kallaväxtart som beskrevs av Thomas Bernard Croat. Anthurium yatacuense ingår i släktet Anthurium och familjen kallaväxter. Inga underarter finns listade.